# Max Volmer

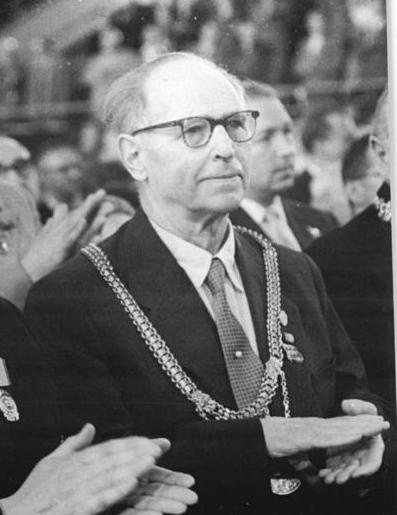
Max Volmer, 1958

Max Volmer (* 3. Mai 1885 in Hilden, Rheinland; † 3. Juni 1965 in Potsdam) war ein deutscher Chemiker mit dem Schwerpunkt Physikalische Chemie (Reaktionskinetik). Er war Professor an der Technischen Universität Berlin-Charlottenburg sowie ab 1955 an der Humboldt-Universität zu Berlin und entwickelte zusammen mit John Alfred Valentine Butler die Butler-Volmer-Gleichung. Von 1955 bis 1959 war er Präsident der Deutschen Akademie der Wissenschaften zu Berlin.

## Ausbildung
Volmer entstammt einer begüterten Familie. Er wurde mit 6 Jahren 1891 in der evangelischen Volksschule Hilden eingeschult. Ab 1895 besuchte er die Städtische Oberrealschule in Düsseldorf, die er nach der Oberprima Ostern 1905 mit dem Reifezeugnis (Abitur) erfolgreich beendete. Er studierte ab 1905 Chemie in Marburg, München und Leipzig. Er promovierte dort 1910 mit einer Arbeit über photochemische Reaktionen im Hochvakuum. 1913 habilitierte er sich.  1912–1914 war er Assistent, darauf Privatdozent an der Universität Leipzig.

## Erster Weltkrieg
1914–1918 leistete er Kriegsdienst. In diesem Rahmen betrieb er Forschungen zu chemischen Kampfstoffen. 1916 begann er seine Tätigkeit am Physikalisch-Chemischen Institut der Friedrich-Wilhelms-Universität zu Berlin kriegsbedingt mit überwiegend militärischen Fragestellungen. Die Stern-Volmer-Gleichung geht auf eine Zusammenarbeit mit Otto Stern in dieser Zeit zurück.

## Forschung und Lehre
Von 1918 bis 1920 setzte er seine Forschungen in der Auergesellschaft fort, wo er 1919 die Quecksilber-Dampfstrahlpumpe erfand.
Nach kurzer Zeit als außerordentlicher Professor an der Universität Hamburg, in der er sich mit Phasenübergängen zwischen Gas- und Kristallzustand beschäftigte und eine neue Adsorptionstherme (Volmer-Isotherme) einführte, wurde er 1922 als Ordentlicher Professor des Physikalisch-Chemischen Instituts der Technischen Hochschule zu Berlin, der heutigen Technischen Universität Berlin, berufen. Dort arbeitete er bis Kriegsende 1945 vorwiegend über Kristallflächen und Kristallwachstum. So entdeckte er die Oberflächenwanderung adsorbierter Moleküle, die heute als Volmer-Diffusion bezeichnet wird.

## Zeit des Nationalsozialismus
1936 ernannte ihn die Deutsche Akademie der Naturforscher Leopoldina zu ihrem Mitglied.
1943 wurde Volmer zum ordentlichen Mitglied der Preußischen Akademie der Wissenschaften gewählt. Seine Berufung wurde jedoch durch das NS-Regime verhindert, obwohl Otto Hahn den Wahlvorschlag unterstützt hatte. Der zuständige Reichsminister für Wissenschaft, Kunst und Volksbildung, Bernhard Rust begründete die Ablehnung mit den Worten: „Zur Repräsentation des nationalsozialistischen Staates ist die politische Haltung Volmers nicht klar genug.“ Ihm wurde vorgeworfen, einem jüdischen Mitarbeiter geholfen zu haben, sich der Deportation zu entziehen. Das gegen ihn eingeleitete Verfahren lief noch glimpflich ab: er wurde zunächst suspendiert, doch dann wurde sein Gehalt lediglich um ein Fünftel gekürzt. Volmers Bedeutung für die Forschung, auch für militärische Zwecke, spielte da schon eine ausschlaggebende Rolle.

## Nachkriegszeit
Anfang Juni 1945 wurde Volmer von einer provisorischen Arbeitsgruppe zum kommissarischen Rektor der zukünftigen Technischen Universität Berlin gewählt; zur Wahrnehmung des Amtes kam es jedoch nicht.
Volmer ging im August 1945 mit einer Spezialistengruppe um Gustav Hertz nach Agudzera bei Suchumi. Dort wirkte er im Rahmen des sowjetischen Atombombenprojektes an der Einrichtung einer Anlage zur Herstellung von Schwerem Wasser mit (siehe Werner Hartmann: 1945–1955: Das UdSSR-Jahrzehnt). Dies war eine Voraussetzung für die Plutoniumproduktion durch Natururanreaktoren. Zusammen mit Victor Bayerl und Gustav Richter gelang ihm der Aufbau eines entsprechenden Ammoniak-Destillationsturmes in Norilsk. Auch arbeitete er mit Sussanna Karpatschowa zusammen.
Nach Oskar Blumentritt war Volmer im August in die Sowjetunion verpflichtet worden. Laut dem Leiter des Naturkundemuseums in Potsdam, der eine Ausstellung über Volmer organisierte, wurde er nicht „nicht einkassiert“, sondern „ging freiwillig“. Volmer selbst schrieb, dass der Bewegunggrund, die Einladung anzunehmen, wesentlich durch seine Erlebnisse während einer Reise nach Moskau 1932 auf Einladung des Karpow-Instituts für physikalische Chemie bestimmt worden sei. Dort überraschten ihn der Gegensatz zur düsteren Stimmung in deutschen Studentenkreisen, „das lebhafte Interesse und die Wißbegier der jungen Leute, der Studierenden beiderlei Geschlechts“, ihre „Zukunfshoffnung“ und das Ziel, das alle begeisterte.
1946 wurde seine Ernennung zum Mitglied der neugegründeten Deutschen Akademie der Wissenschaften zu Berlin als Nachfolgeinstitution der Preußischen Akademie nachgeholt. Volmer konnte die Meldung jedoch nicht persönlich überbracht werden, da er bereits in der Sowjetunion weilte.

## Rückkehr in die DDR
Erst im März 1955 konnte Volmer nach Ost-Berlin zurückkehren. Am 1. Mai 1955 wurde er zum ordentlichen Professur an der Humboldt-Universität zu Berlin für physikalische Chemie und Elektrochemie berufen. Ab 10. November 1955 war Volmer Mitglied des Wissenschaftlichen Rates für die friedliche Anwendung der Atomenergie beim Ministerrat der DDR. Vom 8. Dezember 1955 bis zum 23. Oktober 1958 war er zudem Präsident und anschließend bis zum 10. Oktober 1963 Vizepräsident der Deutschen Akademie der Wissenschaften, in beiden Funktionen als Nachfolger von Walter Friedrich. Außerdem war er ab 27. August 1957 auch Gründungsmitglied des Forschungsrates der DDR. 1958 wurde er emeritiert. Im gleichen Jahr wurde er als auswärtiges Mitglied in die Akademie der Wissenschaften der UdSSR aufgenommen.

## Ehrungen
Er erhielt auf Grund seiner Arbeiten in der Sowjetunion den Nationalpreis der DDR erster Klasse, die Auszeichnung Hervorragender Wissenschaftler des Volkes.
1955 wurde ihm die Ehrenbürgerschaft von Potsdam verliehen. Als Anerkennung seiner wissenschaftlichen Arbeit erhielt Volmer die Ehrendoktorwürde der TU Berlin und der Universität Leipzig (1959). Das Institut für Biophysikalische Chemie der TU Berlin trägt seinen Namen. In Berlin-Adlershof, Potsdam und in seiner Heimatstadt Hilden sind Straßen nach ihm benannt.

## Persönliches

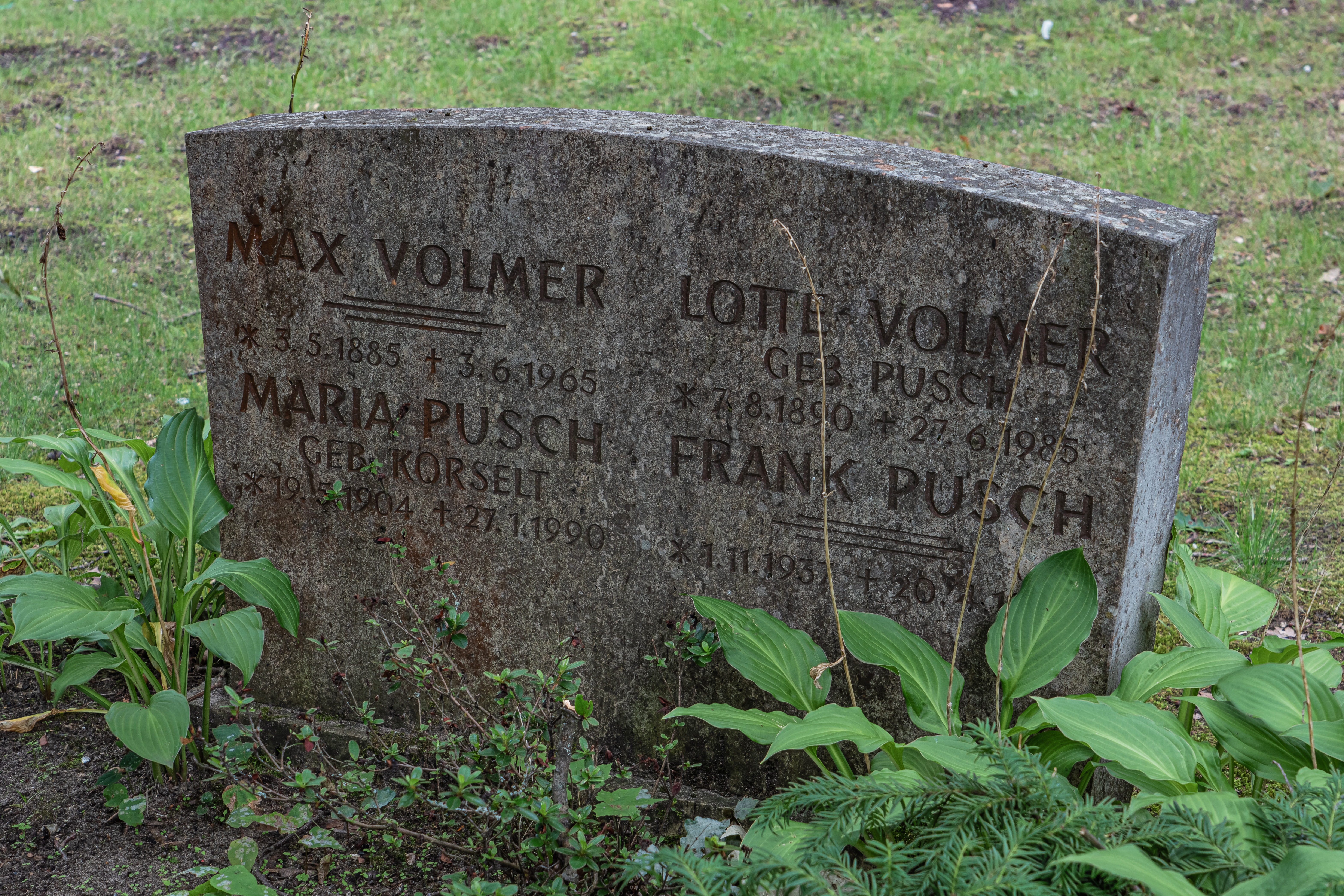
Grabstein Volmers auf dem Friedhof Goethestraße in Potsdam

Volmer heiratete die promovierte Chemie-Physikerin Charlotte Pusch. Max und Lotte, wie er sie liebevoll nannte, waren seit den 1920er Jahren bekannt und befreundet mit der Physikerin Lise Meitner und dem Chemiker Otto Hahn.

## Publikationen
- Kinetik der Phasenbildung, Dresden, Steinkopff, 1939 (110 Seiten mit 15 Tabellen).
- Zur Kinetik der Phasenbildung und der Elektrodenreaktionen : 8 Arbeiten, eingeleitet und mit Anmerkungen versehen von Lothar Dunsch, Leipzig : Akademische Verlagsanstalt Geest u. Portig 1983 (Reihe: Ostwald’s Klassiker der exakten Wissenschaften Nr. 262).